# آرامگاه بشر حافی
مقبره بشر حافی مربوط به دوره ایلخانی است و در شهرستان انار، روستای بشرآباد واقع شده و این اثر در تاریخ ۱ مهر ۱۳۸۲ با شمارهٔ ثبت ۱۰۴۱۹ به‌عنوان یکی از آثار ملی ایران به ثبت رسیده است.